# Arthur Numan
Arthur Numan (Heemskerk, 14 de dezembro de 1969) é um ex-futebolista, que atuava como zagueiro nos Países Baixos. 

## Carreira
Ele jogou pelo HFC Haarlem, FC Twente, PSV Eindhoven e jogou na sua última temporada (02-03) pelo Rangers.

## Seleção
Pela seleção neerlandesa disputou 45 jogos, com nenhum gol, e duas copas do mundo, em 1994 e 1998.